# 伊利因斯科耶-霍万斯科耶
伊利因斯科耶-霍万斯科耶（羅馬化：Ilʹinskoye-Khovanskoye）是俄罗斯伊万诺沃州的市级镇、伊利因斯科耶区行政中心，位于伊万诺沃州西部，在州府伊万诺沃西方。
该地2021年人口有2,821人；2010年人口3,426；2002年人口3,768；1989年人口4,261。